# Wojak (Meme)
Wojak (aus dem Polnischen wojak, grob übersetzt „Soldat“ oder „Kämpfer“), auch bekannt als Feels Guy, ist ein Internetmeme, welches in seiner originalen Form eine einfache schwarz-weiß Zeichnung eines glatzköpfigen Mannes mit einem melancholischen Gesichtsausdruck zeigt. Mittlerweile gibt es allerdings zahlreiche Abweichungen der originalen Figur, die verschiedene Gefühllagen und Archetypen widerspiegeln und Wojak als Comicfigur abbilden.
Das Meme gewann schnell an Popularität auf dem Imageboard 4chan, auf welchem der Charakter mit den typischen Phrasen von Wojak, wie „I know that feel, bro“ (zu Deutsch: „Ich kenne das Gefühl, Bruder“), oder „that feel when …“ (zu Deutsch: „Das Gefühl, wenn …“), assoziiert wurde.

## Geschichte
Das früheste heute bekannte Auftauchen Wojaks ist unbekannt, wird aber auf 2009 auf der Meme-Sharing-Website Sad and Useless und dem Imageboard Vichan vermutet. Da ein Nutzer auf dem deutschen Imageboard Krautchan sich Wojak nannte und diese Memes nutzte, wurde der Name nun für diese Bilder genutzt. Das Bild verteilte sich auf vielen Imageboards, einschließlich 4chan, auf welchem 2011 ein Bild, auf dem sich zwei Wojaks umarmen, und die Bildunterschrift „I know that feel bro“ (zu Deutsch: „Ich kenne das Gefühl, Bruder“), an Beliebtheit gewann. In den letzten Jahren sind einige Vorlagen, Software-Generatoren sowie künstliche-Intelligenz-Dienste entstanden, die zur Erstellung von Wojak-Figuren und Geschichten beitragen. Da sich einige Geschichten von Wojak auch um Kryptowährungen drehen, gibt es seit Mai 2023 auch das Meme-Coin $WOJAK.

## Verbreitung und Wirkung
Der Humor wird überwiegend der Generation Z zugesprochen und ist oft zynisch, ironisch und absurd. Er beschäftigt sich nicht selten mit Hoffnung, Sozialer Isolation, Antisozialität, Frustration, Außenseitertum und Niedergeschlagenheit. Wojak selbst bildet dabei häufig eine Figur, die die Gefühle einer Online-Gemeinschaft widerspiegelt. Mit Aussagen wie „I know that feel bro“ wird sich gegenseitige Solidarität zugesprochen. Dadurch ist auch das Akronym tfw für that feeling when (zu Deutsch: das Gefühl wenn …) entstanden, mit denen häufig in Konversationen geschrieben wird. Neben 4Chan und anderen Imageboards ist die Figur vor allem in einzelnen Subreddits und animierten YouTube-Videos vertreten. Wie auch Pepe the Frog wird Wojak von der Alt-Right-Bewegung und Incels zur Verbreitung von rechten und frauenfeindlichen Ideologien instrumentalisiert. Die Grenzen zur Satire sind teils schwer erkennbar. Intelligencer beschreibt den Gesichtsausdruck Wojaks als „verletzt, aber damit umgehend“.

## Varianten

### NPC
Im Oktober 2018 wurde ein Wojak mit grauem Gesicht, spitzer Nase und einem leeren, emotionslosen Gesicht, bezeichnet als „NPC Wojak“, bekannt als ein Symbol für Leute, die nicht selber denken und ihre eigenen Entscheidungen treffen können, wie es NPCs oder non-player characters – Computerautomatisierte Charaktere in einem Videospiel machen. NPC Wojak hat online eine gewisse Popularität erreicht. Das Meme hat ebenfalls mediale Aufmerksamkeit erzeugt, insbesondere in Kotaku und der New York Times, aufgrund des Nutzens als Parodie auf die angebliche Herdenmentalität amerikanischer Liberaler. Dieser Nutzen des Memes wurde mit Donald-Trump-Unterstützern in Verbindung gebracht. Rund 1,500 X-Accounts, die sich als liberale Aktivisten mit dem NPC-Meme als Profilbild ausgaben, wurden aufgrund des Verbreitens von Falschinformationen während der 2018 US-Wahlen gesperrt. Am 13. Januar 2019 übernahm ein konservatives Kunst-Kollektiv, bekannt als „The Faction“ das Billboard von Real Time with Bill Maher und ersetzten das Bild von Maher mit dem eines NPC Wojaks. Das Wort war eines von 10 nominierten Jugendwörter für das Jahr 2023.

### Weitere Beispiele
- Soyjack: Darstellung eines sogenannten Soyboys, eines verweichlichten und teils obsessiven Mannes[1]
- Brainlet und Big Brain: Darstellung eines unterlegen und eines überlegenden Denkendens.[10]
- Pink Wojak: Darstellung eines Wojaks, der sich in extremer Rage und Wut befindet.
- Darstellung verschiedener weiblicher Stereotype wie die Tradwife, E-Girl, Jungmutter, alternativen Feministin usw.
- Darstellung verschiedener Alterskohorten wie Zoomer (Generation Z), Boomer (Baby-Boomer), 30 year old Boomer (Millennials) usw.
- Darstellung von verschiedener Archetypen wie Doomer (einer depressiven oder nihilistischen Figur mit wenig Hoffnungen (vom Englischen „doom“ = „Untergang“)), dem Gegenteil Bloomer (vom Englischen „to bloom“ = aufblühen), dem Coomer (einer pornosüchtigen Person, vom englisch „Cum“ = Ejakulat), den Consoomer (jemand der übermäßig konsumiert) usw.
- Darstellung verschiedener ethnischer Typen
- Parodien bekannter Figuren und sonstige Absurditäten[11][12]

## Mediale Aufarbeitung
Der 2020 erschienene Dokumentarfilm TFW NO GF beschäftigt sich unter anderem mit dem Meme und der Community dahinter.